# Quận Saratoga, New York
Quận Saratoga (tiếng Anh: Saratoga County) là một quận trong tiểu bang New York, Hoa Kỳ. Quận lỵ là thành phố Ballston Spa nhưng đô thị lớn nhất quận là Saratoga Springs 6. Theo điều tra dân số năm 2000 của Cục điều tra dân số Hoa Kỳ, quận này có dân số 200.635 người 2.